# Trung tâm khoa học Kopernik

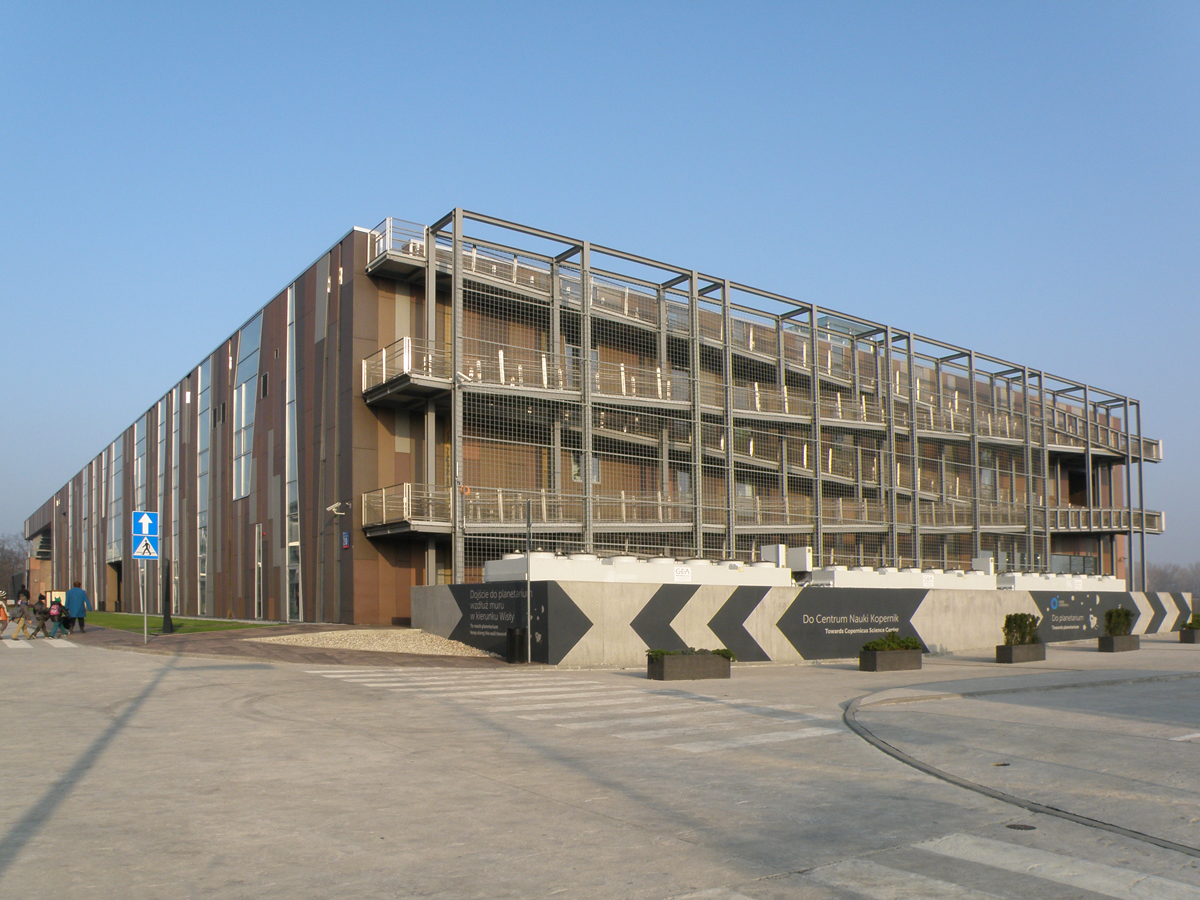
Trung tâm khoa học Copernicus

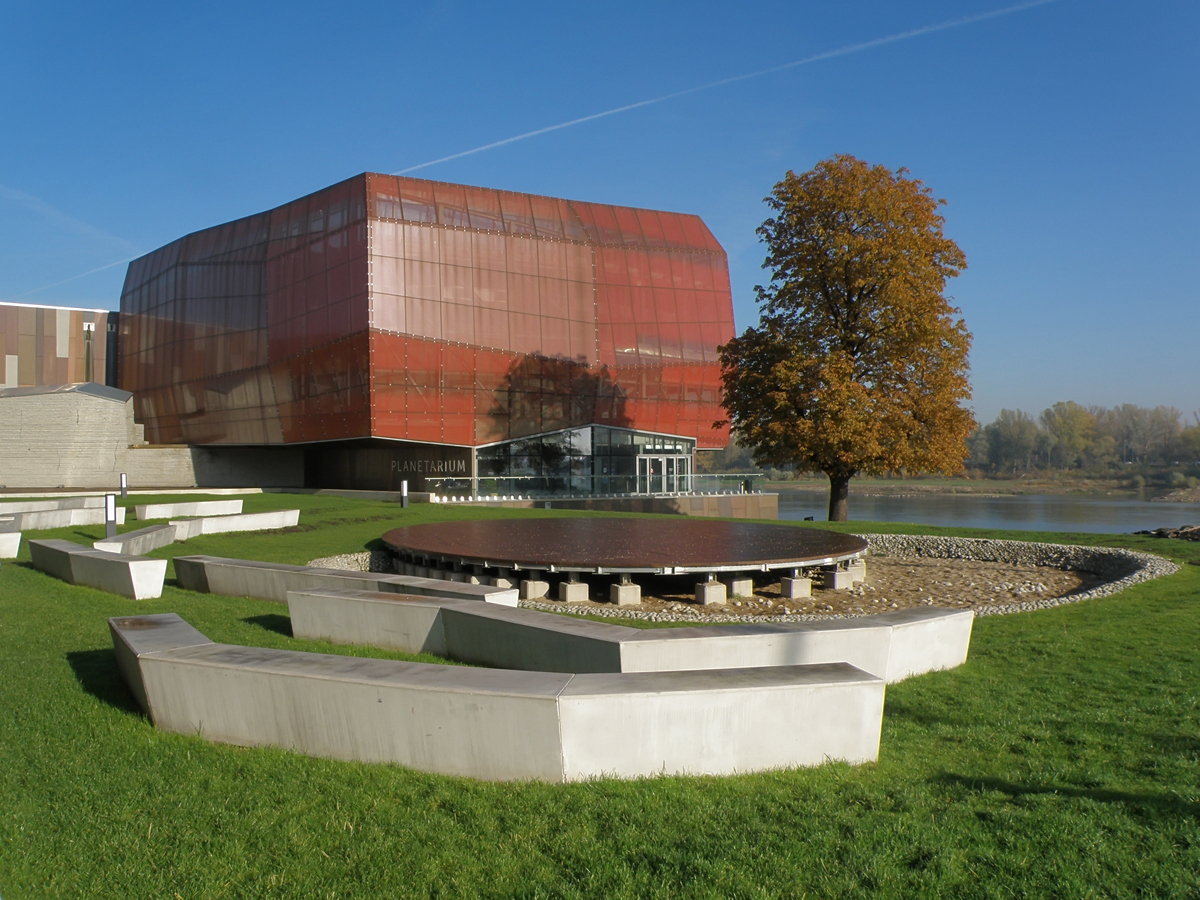
Cung thiên văn Thiên đường của Copernicus

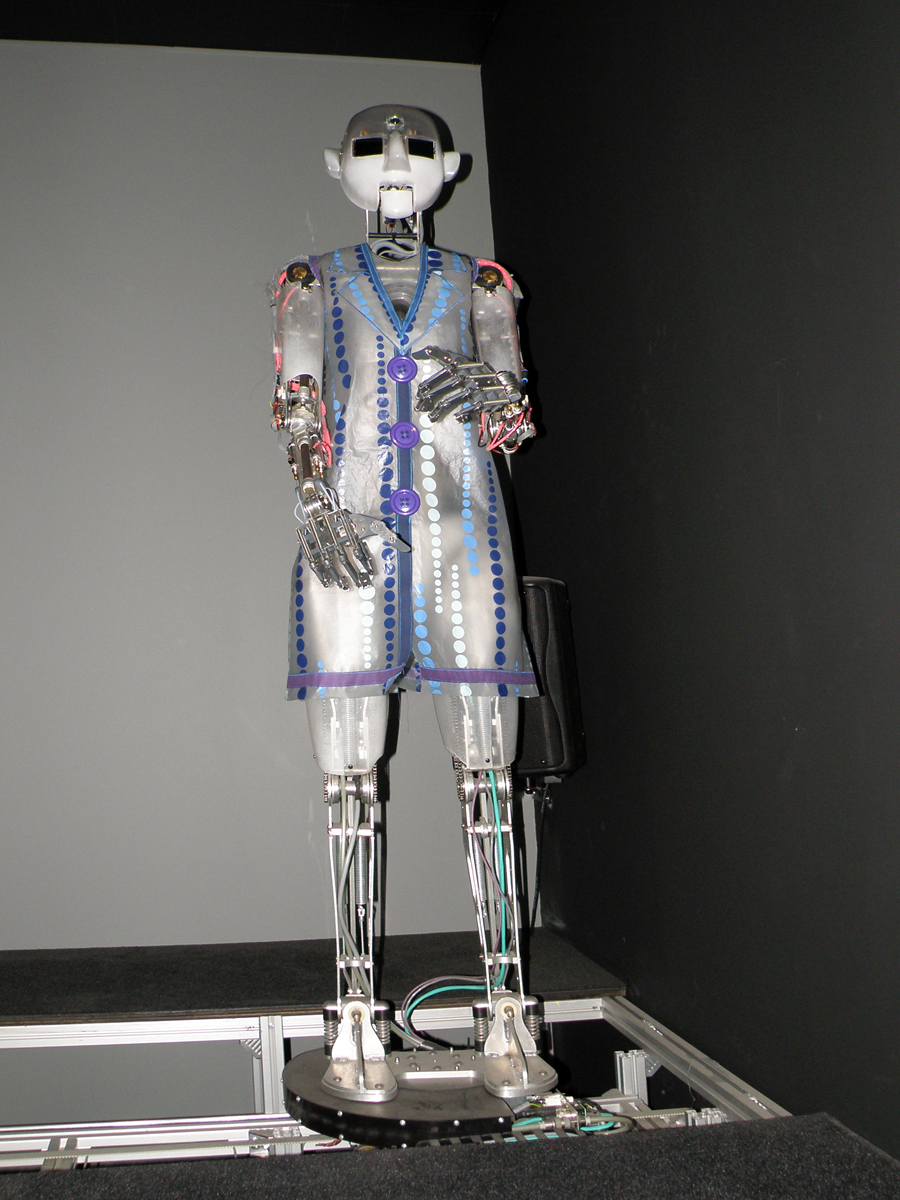
Robot Ca sĩ

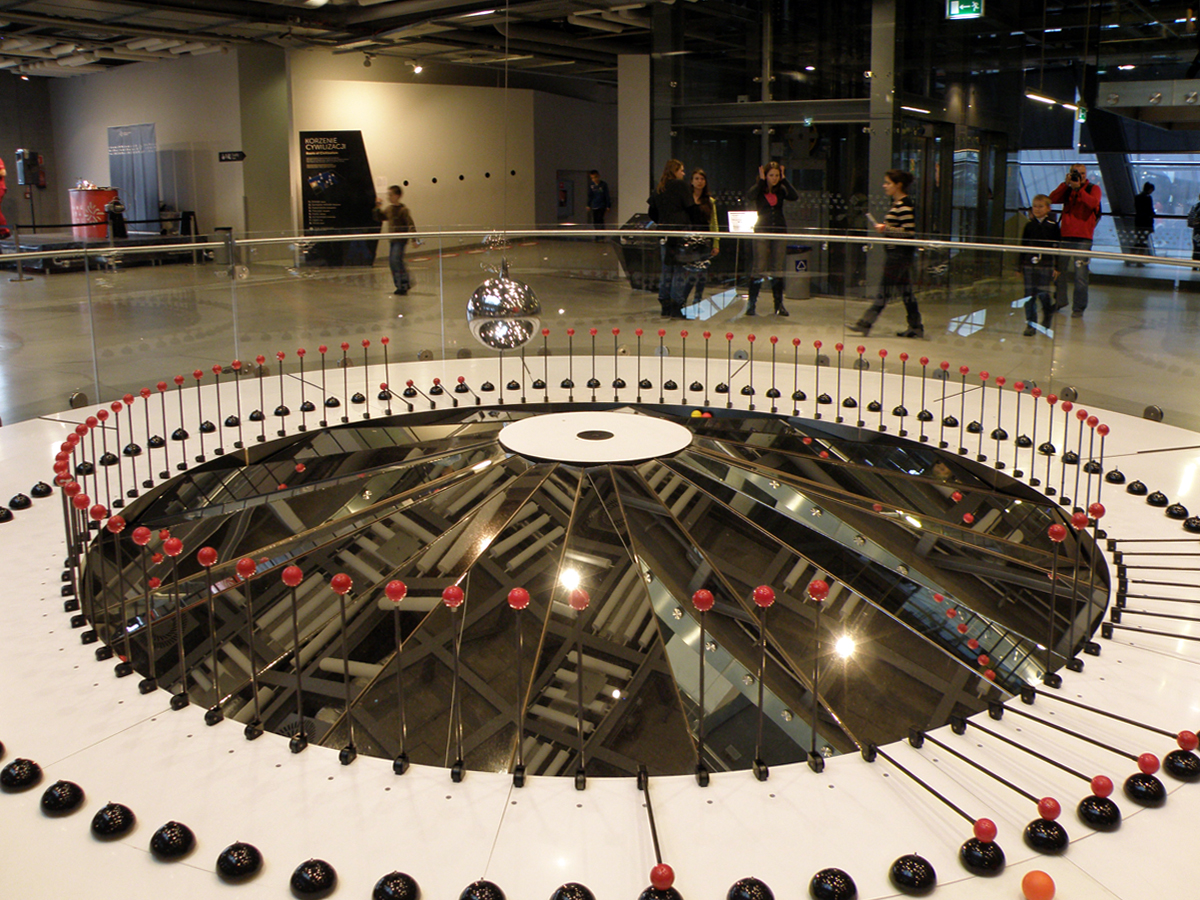
Con lắc Foucault

Trung tâm khoa học Copernicus (tiếng Ba Lan: Centrum Nauki Kopernik) là một bảo tàng khoa học bên bờ sông Vistula ở Vác-sa-va, Ba Lan. Nó chứa hơn 450 triển lãm tương tác cho phép khách tự thực hiện các thí nghiệm và tự mình khám phá các định luật khoa học. Trung tâm là tổ chức lớn nhất của loại hình khoa học tương tác này ở Ba Lan và là một trong những tổ chức tiên tiến nhất ở châu Âu. Năm 2018, kể từ khi khai trương, nó đã được hơn 8 triệu người ghé thăm.
Mô-đun đầu tiên của tòa nhà Trung tâm đã được khai trương vào ngày 5 tháng 11 năm 2010 với năm phòng trưng bày (Di chuyển, Con người và môi trường, Nguồn gốc nền văn minh, Khu ánh sáng, Bzzz!). Triển lãm dành cho thanh thiếu niên- thế hệ RE - đã được khai trương ngày 3 tháng 3 năm 2011. Cung thiên văn Thiên đường của Copernicus đã khai trương vào ngày 19 tháng 6, Công viên Discovery vào ngày 15 tháng 7, phòng thí nghiệm hóa học - 18 tháng 10; phòng thí nghiệm sinh học - 15 tháng 11, hội thảo robot - 6 tháng 12 và phòng thí nghiệm vật lý - 20 tháng 12.
Từ năm 2008, Trung tâm Khoa học Copernicus cùng với Đài phát thanh Ba Lan đã tổ chức Cuộc dã ngoại Khoa học - sự kiện khoa học ngoài trời lớn nhất châu Âu. Năm 2011, Trung tâm đã tổ chức hội nghị ECSITE (Mạng lưới Trung tâm Khoa học và Bảo tàng Châu Âu) - một trong những sự kiện quan trọng nhất trong lĩnh vực trung tâm khoa học và bảo tàng trên thế giới.

## Lịch sử
- Đầu năm 2004 - Lech Kaczyński - Thị trưởng Vác-sa-va, bổ nhiệm Nhóm Trung tâm Khoa học, giao nhiệm vụ phát động dự án cho nhóm này.
- Tháng 6 năm 2005 - Thỏa thuận thành lập Trung tâm khoa học Copernicus
- Tháng 12 năm 2005 - Một cuộc thi kiến trúc quốc tế về thiết kế tòa nhà Trung tâm với chiến thắng thuộc về công ty thiết kế kiến trúc RAr-2 ở Ruda ląska
- Tháng 6 năm 2006 - Ra mắt Triển lãm du lịch mang tên Thử nghiệm!
- Tháng 11 năm 2006 - Hợp đồng đấu thầu được ký kết để thiết kế và khởi công xây dựng hai phòng triển lãm thường trực: Di chuyển và Con người - Môi trường
- Tháng 12 năm 2007 - Hợp đồng đấu thầu được ký kết để thiết kế và khởi công xây dựng triển lãm thường trực: Nguồn gốc nền văn minh
- Tháng 7 năm 2008 - ký thỏa thuận khởi công xây dựng tòa nhà Trung tâm Khoa học Copernicus với người thắng thầu - Warbud SA
- Tháng 10 năm 2008 - Hợp đồng đấu thầu được ký kết để thiết kế và khởi công xây dựng một phần của triển lãm thường trực: Khu ánh sáng
- Tháng 11 năm 2008 - Hợp đồng đấu thầu được ký kết để thiết kế và khởi công xây dựng triển lãm thường trực: Phòng trưng bày Tuổi trẻ
- Ngày 5 tháng 11 năm 2010 - Mô-đun xây dựng đầu tiên và hầu hết các triển lãm thường trực mở cửa cho công chúng
- Ngày 6 tháng 12 năm 2010 - Buổi ra mắt Nhà hát Rô bốt
- Ngày 31 tháng 1 năm 2011 - Cung thiên văn được đặt tên (thiên đường của Copernicus) và logo
- Ngày 3 tháng 3 năm 2011 - Buổi ra mắt của thế hệ RE: (bộ sưu tập dành cho giới trẻ)
- Ngày 19 tháng 6 năm 2011 - Buổi ra mắt của cung thiên văn Thiên đường của Copernicus
- Ngày 15 tháng 7 năm 2011 - Buổi ra mắt Công viên Discovery
- 18 tháng 10 năm 2011 - Buổi ra mắt phòng thí nghiệm hóa học
- 15 tháng 11 năm 2011 - Buổi ra mắt phòng thí nghiệm sinh học
- 28 tháng 11 năm 2017 - 75 triệu
- Ngày 6 tháng 12 năm 2011 - Buổi ra mắt hội thảo robot
- 20 tháng 12 năm 2011 - Buổi ra mắt phòng thí nghiệm vật lý

## Tòa nhà
Tòa nhà Trung tâm Khoa học Copernicus đã được xây dựng bên bờ sông Vistula ở ngay trung tâm Vác-sa-va (góc đường Wybrzeże Kościuszkowskie và Zajęcza, phía trên đường hầm Wisłostrada). Thiết kế tòa nhà được phát triển bởi các kiến trúc sư trẻ người Ba Lan từ công ty RAr-2 ở Ruda Śląska, người đã giành chiến thắng trong một cuộc thi kiến trúc cho cơ sở Trung tâm Khoa học Copernicus vào tháng 12 năm 2005, với các kỹ sư từ công ty  Buro Happold.
Tổ hợp trung tâm bao gồm:
- một tòa nhà hai tầng với tổng diện tích sàn 15.000 mét vuông, các phòng triển lãm và phòng thí nghiệm tạm thời, một trung tâm hội nghị, quán cà phê và nhà hàng, cộng với không gian văn phòng và một khu vườn trên sân thượng đặc biệt
- một nhà để xe và một hội thảo ở tầng ngầm
- một cung thiên văn đa phương tiện nằm trong một tòa nhà hình tảng đá, bao gồm một tầng quan sát
- một công viên Discovery bao xung quanh, bao gồm các trạm thử nghiệm ngoài trời, phòng trưng bày nghệ thuật ngoài trời và nhà hát.

## Triển lãm thường trực
Triển lãm thường trực tại Trung tâm Khoa học Copernicus bao gồm hơn 400 triển lãm tương tác. Triển lãm được chia thành sáu phần liên quan đến các lĩnh vực kiến thức khác nhau:
- Di chuyển
- Con người và môi trường
- Buzzz! - phòng trưng bày cho trẻ mầm non
- Khu ánh sáng
- Nguồn gốc nền văn minh
- RE: thế hệ - bộ sưu tập cho thanh niên

## Cung thiên văn Thiên đường của Copernicus
Thiên đường của Copernicus là một cung thiên văn hiện đại, nơi bạn có thể nhìn thấy nhiều hơn là những hình ảnh của bầu trời đầy sao và các bộ phim liên quan. Các chương trình liên quan đến một loạt các vấn đề khoa học phổ biến, bao gồm từ lĩnh vực thiên văn học, khoa học tự nhiên và dân tộc học.
Các chương trình được hiển thị trên một màn hình hình cầu bao quanh khán giả ở tất cả các phía. Nhờ giải pháp này, khán giả trải nghiệm cảm giác đắm chìm trong thế giới đa chiều, được củng cố bởi hệ thống âm thanh chất lượng cao xung quanh mái vòm.

## Triển lãmThí nghiệm!và các hoạt động khác của Trung tâm
Thí nghiệm! là triển lãm đầu tiên được tổ chức bởi Trung tâm Khoa học Copernicus. Nó xuất hiện lần đầu tiên tại sự kiện khoa học Vác-sa-va Science Picnic vào tháng 6 năm 2006, nơi có hơn 10.000 người đã đến thăm trong một ngày. Kể từ tháng 9 năm 2006, nó đã đi vòng quanh các thành phố lớn và thị trấn nhỏ để cho cư dân của họ có cơ hội tự mình thử nghiệm các thí nghiệm.
Trung tâm Khoa học Copernicus cũng tổ chức Hội thảo Gia đình, nơi trẻ em (5-8 tuổi) cùng với cha mẹ hoặc người chăm sóc có thể thực hiện các thí nghiệm để giúp chúng hiểu rõ hơn về các hiện tượng hàng ngày (ví dụ như dòng điện trong các ổ cắm điện đến từ đâu, làm thế nào TV làm việc hoặc tại sao men làm cho bột nổi lên). Những đứa trẻ có thể dễ dàng lặp lại các thí nghiệm ở nhà.
Trung tâm tham gia vào các sự kiện khoa học phổ biến khác như: các sự kiện Mùa hè và Mùa đông trong Thành phố, Lễ hội Khoa học và Sự kiện Mùa hè với Đài phát thanh. Đối với giáo viên, Trung tâm Khoa học Copernicus là nơi tổ chức các khóa đào tạo và các cuộc thi.

## Hình thức tổ chức
Trung tâm Khoa học Copernicus là một tổ chức văn hóa được thành lập và tài trợ bởi Thành phố Vác-sa-va, Bộ trưởng Bộ Khoa học và Giáo dục Đại học, và Bộ trưởng Bộ Giáo dục Quốc gia.